# Teddy Corpuz
Teddy Corpuz es un actor, cantante y presentador de televisión filipino, vocalista de la banda Rocksteddy.

## Primeros años
Nació el 4 de diciembre de 1978, empezó como cantante y tocando guitarra. La primera película en que trabajó como actor fue Isnats. También trabajó como presentador del programa de Shock Attack.

## Filmografía

### Televisión
- Shock Attack (2008)

#### Películas
- Isnats (2005)

## Discografía

### Álbumes con Rocksteddy
- Tsubtsatagilidakeyn (2006)
- Ayos Lang Ako (2008)